# Dražice (district de Tábor)
Pour les articles homonymes, voir Dražice.
Dražice (en allemand : Draschitz) est une commune du district de Tábor, dans la région de Bohême-du-Sud, en République tchèque. Sa population s'élevait à 810 habitants en 2020.

## Géographie
Dražice se trouve à 7 km à l'ouest-nord-ouest du centre de Tábor, à 52 km au nord-nord-est de České Budějovice et à 73 km au sud-sud-est de Prague.
La commune est limitée par Balkova Lhota au nord, par Tábor à l'est, par Slapy et Dražičky au sud, et par Řepeč, Opařany et Meziříčí à l'ouest.

## Histoire
La première mention écrite du village date de 1352.

## Galerie

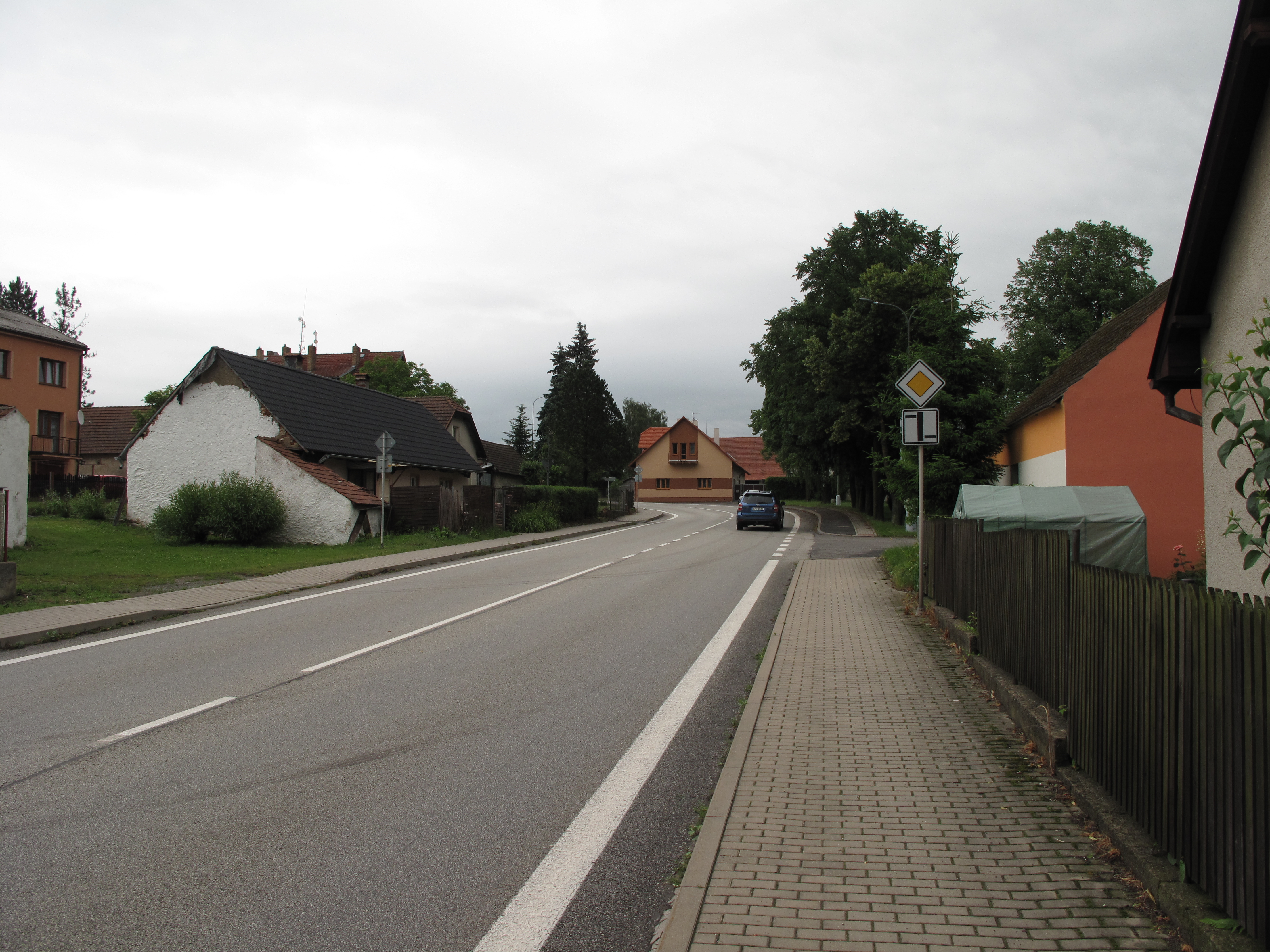
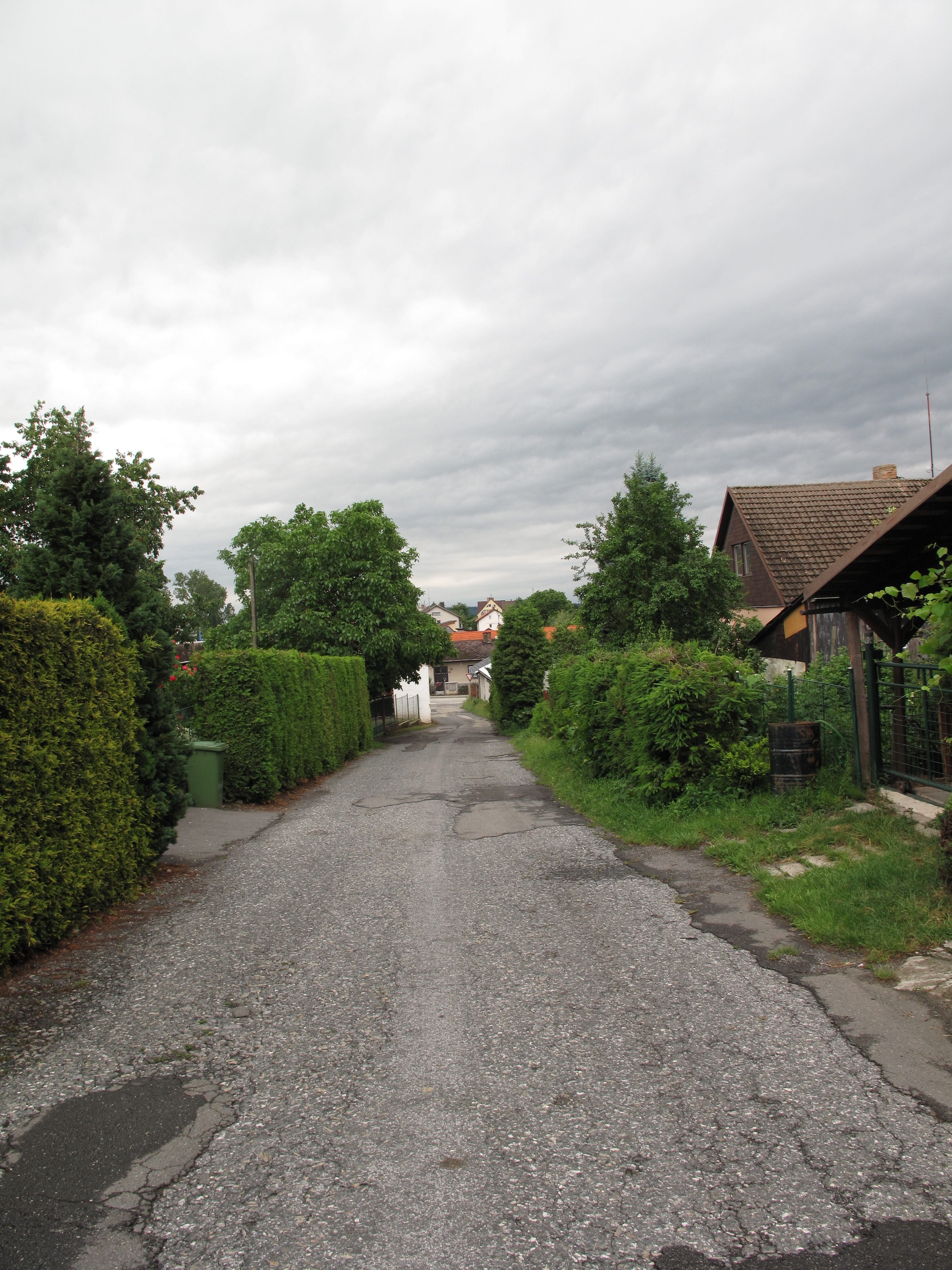
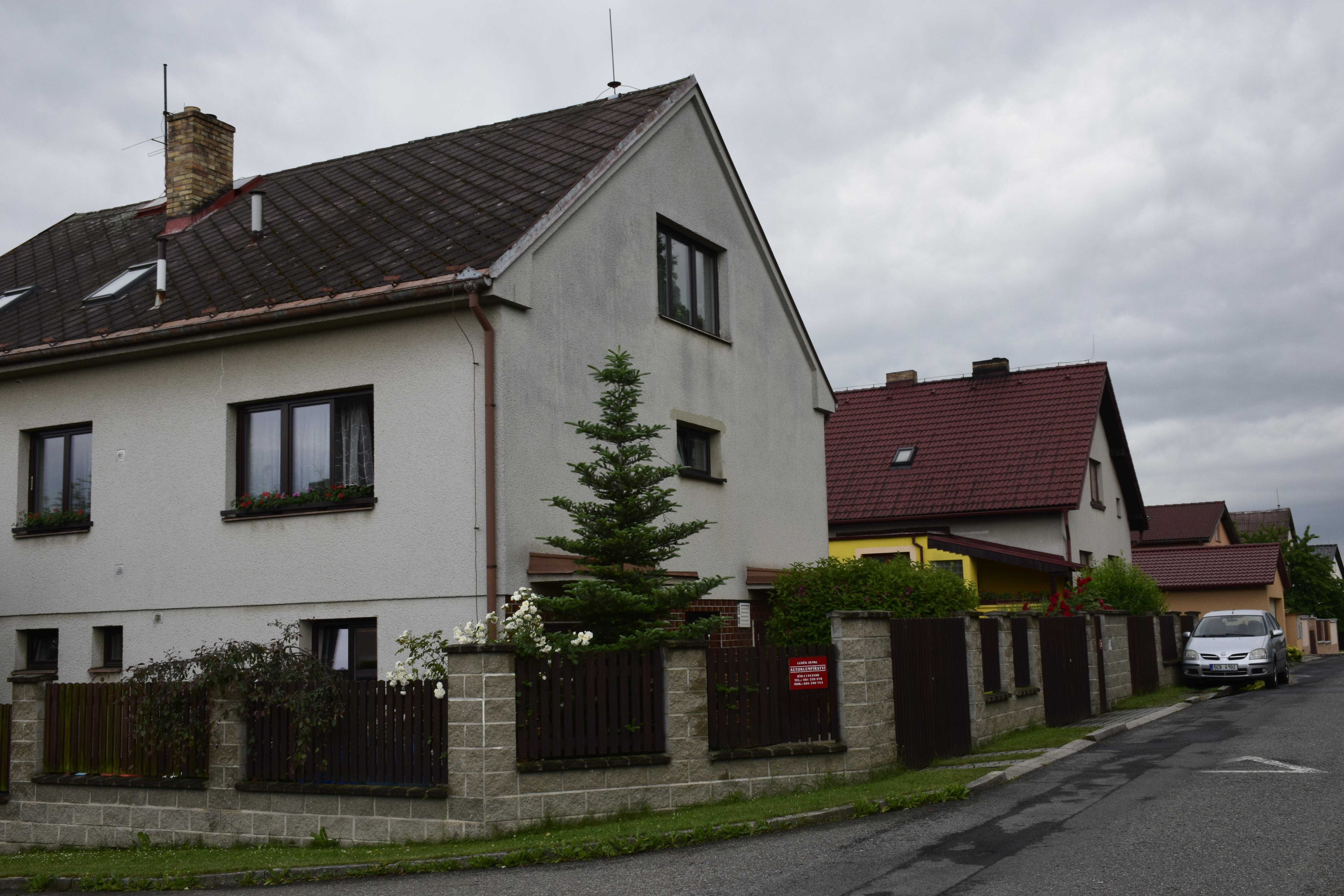
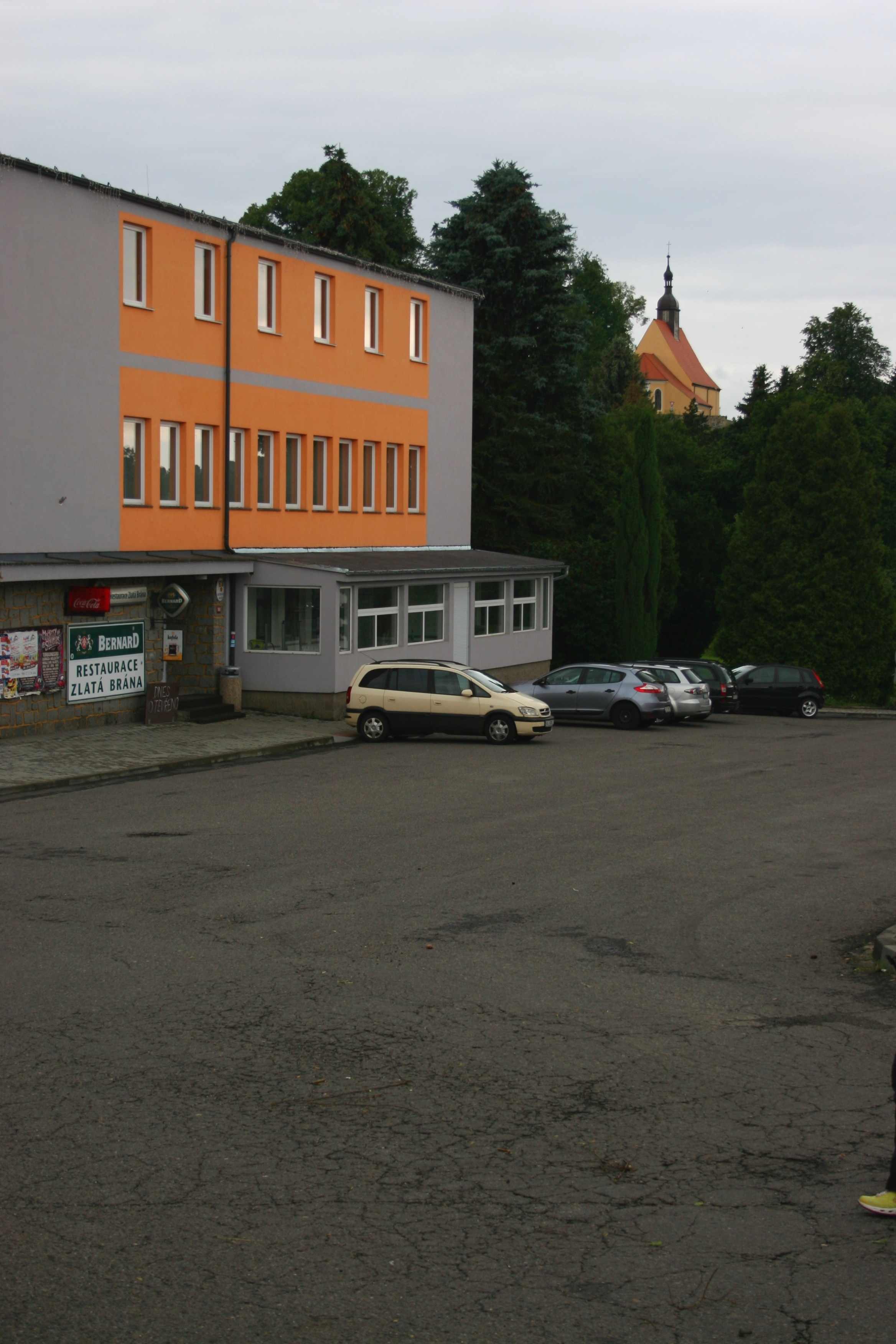
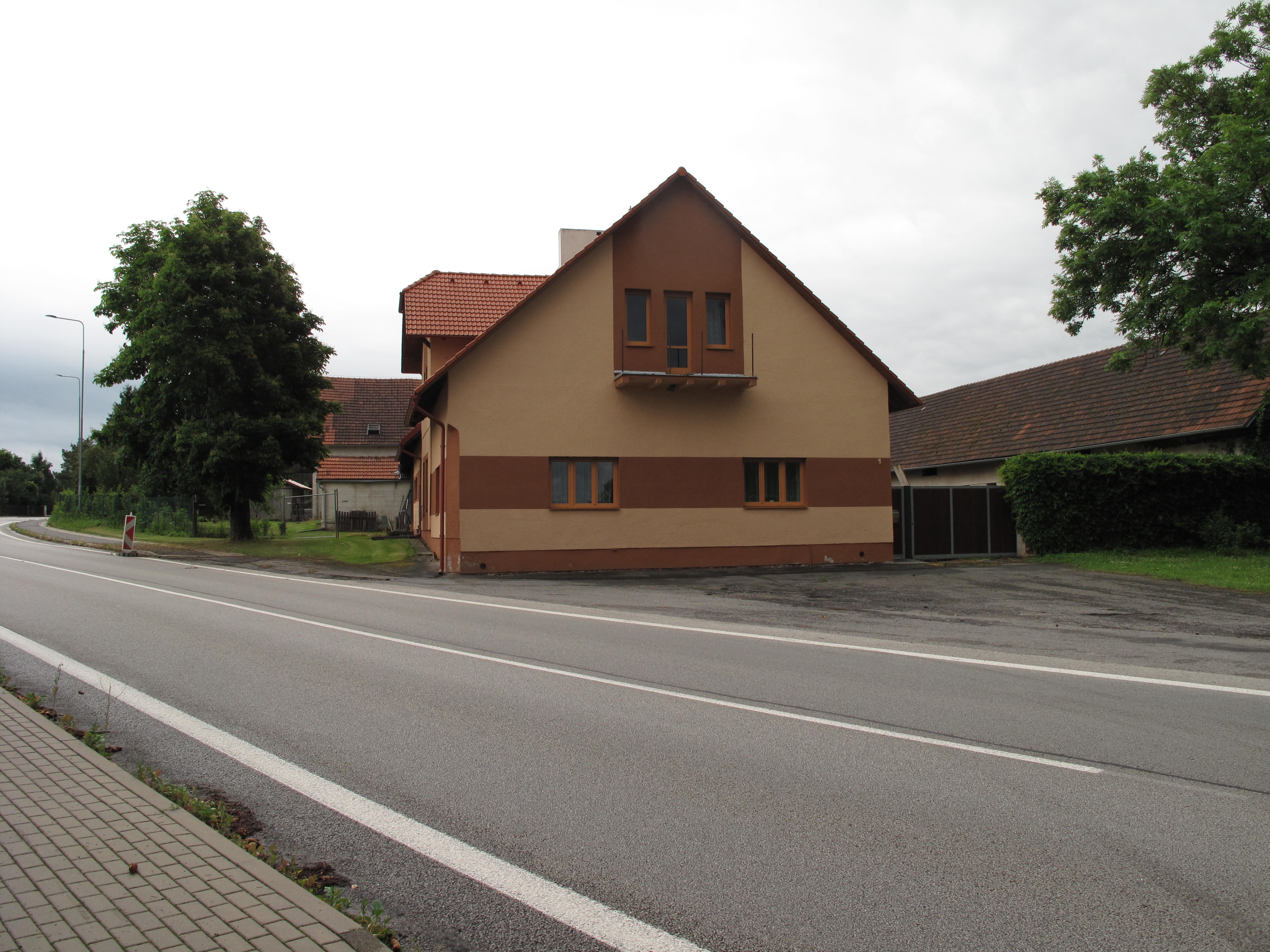

## Transports
Par la route, Dražice se trouve à 7,5 km de Tábor, à 64,5 km de České Budějovice et à 94 km de Prague.